# Сакамото Макіко
Сакамото Макіко (яп. 坂本真喜子; нар. 20 листопада 1985, префектура Аоморі) — японська борчиня вільного стилю, дворазова бронзова призерка чемпіонатів світу, срібна та бронзова призерка чемпіонатів Азії, переможець Кубку світу.

## Життєпис
Боротьбою почала займатися з 1991 року.
Виступала за спортивний клуб Сил самооборони Японії. Тренер — Кендзі Фудзікава.

## Спортивні результати на міжнародних змаганнях

### Виступи на Чемпіонатах світу
| Змагання                        | Збірна | Вагова категорія          | Місце  |
| ------------------------------- | ------ | ------------------------- | ------ |
| Чемпіонат світу з боротьби 2003 | Японія | жіноча боротьба, до 48 кг | 5      |
| Чемпіонат світу з боротьби 2005 | Японія | жіноча боротьба, до 48 кг | Бронза |
| Чемпіонат світу з боротьби 2008 | Японія | жіноча боротьба, до 48 кг | Бронза |
| Чемпіонат світу з боротьби 2009 | Японія | жіноча боротьба, до 48 кг | 8      |

### Виступи на Чемпіонатах Азії
| Змагання                       | Збірна | Вагова категорія          | Місце  |
| ------------------------------ | ------ | ------------------------- | ------ |
| Чемпіонат Азії з боротьби 2005 | Японія | жіноча боротьба, до 48 кг | Срібло |
| Чемпіонат Азії з боротьби 2009 | Японія | жіноча боротьба, до 48 кг | Бронза |

### Виступи на Кубках світу
| Змагання                    | Збірна | Вагова категорія          | Місце  |
| --------------------------- | ------ | ------------------------- | ------ |
| Кубок світу з боротьби 2003 | Японія | жіноча боротьба, до 48 кг | 5      |
| Кубок світу з боротьби 2004 | Японія | жіноча боротьба, до 48 кг | 5      |
| Кубок світу з боротьби 2005 | Японія | жіноча боротьба, до 48 кг | Золото |

### Виступи на інших змаганнях
| Змагання                         | Збірна | Вагова категорія          | Місце  |
| -------------------------------- | ------ | ------------------------- | ------ |
| Austrian Ladies Open 2009        | Японія | жіноча боротьба, до 48 кг | Золото |
| Золотий Гран-прі з боротьби 2009 | Японія | жіноча боротьба, до 48 кг | Золото |